# Peneoenanthe pulverulenta
Peneoenanthe pulverulenta е вид птица от семейство Petroicidae, единствен представител на род Peneoenanthe.

## Разпространение
Видът е разпространен на островите Ару, Нова Гвинея и Северна Австралия.